# Psychomyia dactylina
Psychomyia dactylina is een schietmot uit de familie Psychomyiidae. De soort komt voor in het Palearctisch gebied.